# Mario De Marchi
Mario De Marchi (25 november 1949) is een Belgische voormalige atleet, die gespecialiseerd was in de sprint. Hij werd tweemaal Belgisch kampioen.

## Biografie
De Marchi werd in 1972 Belgisch kampioen op de 100 m. en in 1974 op de 400 m. 
De Marchi was aangesloten bij SC Anderlecht.

## Belgische kampioenschappen
| Onderdeel | Jaar |
| --------- | ---- |
| 100 m     | 1972 |
| 400 m     | 1974 |

## Persoonlijke records
Outdoor
| Onderdeel | Prestatie | Datum           | Plaats  |
| --------- | --------- | --------------- | ------- |
| 100 m     | 10,4 s    |                 |         |
|           | 10,79 s   |                 |         |
| 200 m     | 21,72 s   |                 |         |
| 400 m     | 47,5 s    | 4 augustus 1974 | Brussel |

## Palmares

### 100 m
- 1969:  BK AC - 10,7 s
- 1971:  BK AC - 10,5 s
- 1972:  BK AC - 10,6 s

### 200 m
- 1974:  BK AC - 21,4 s

### 400 m
- 1974:  BK AC - 47,5 s